# Ахмасіха
Ахмасі́ха (рос. Ахмасиха, чув. Ахмасиха) — виселок у складі Шумерлинського району Чувашії, Росія. Входить до складу Великоалгашинського сільського поселення.
Населення — 7 осіб (2010; 8 у 2002).
Національний склад:
- росіяни — 75 %